# 하타노 고
하타노 고(일본어: 波多野 豪, 1998년 5월 25일 ~ )는 일본의 축구 선수이다. 현재 FC 도쿄에서 J2리그의 V-파렌 나가사키로 임대되어 뛰고 있으며, 한때 J리그 최장신 골키퍼(출전 경력 있는 선수)이기도 했다.

## 구단 경력
그는 2016년부터 J리그의 FC 도쿄, V-파렌 나가사키에서 뛰었다.

## 국가대표팀 경력
그는 2017년 FIFA U-20 월드컵에 참가할 일본 U-20 국가대표팀에 선발되었으나 경기에 출전하지는 못하였다. 2018년 AFC U-23 축구 선수권 대회에도 출전했다.